# 威廉三世 (圖林根)
威廉三世（Wilhelm III.，1425年4月30日—1482年9月17日），圖林根伯爵，腓特烈一世之子，1445年至1482年在位。

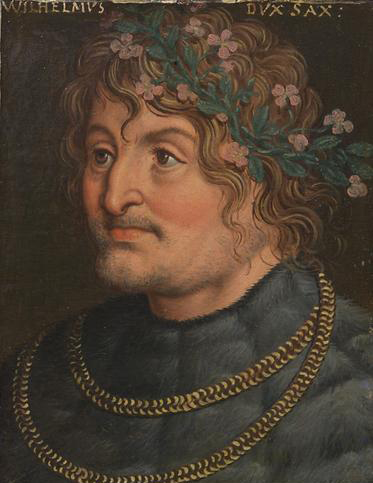
威廉三世

1446年，威廉三世與奧地利的安娜結婚，他們有一個女兒瑪格麗特。威廉三世在1482年去世，他的領地傳給姪子阿爾布雷希特三世。